# ساعت (صورت فلکی)
ساعت(به انگلیسی: Horologium) یکی از صور فلکی جنوبی است که بسیار عرض پایینی دارد.
نام اصلی آن Horologium Oscillitorium بوده که توسط کاشفش نیکلاس لوئس د لاکایله (به انگلیسی: Nicolas Louis de Lacaille) و بعداً توسط کریستین هویگنس به نام Horologium Oscillitorium عوض گردید.